# إيفا ماريا فايبل
إيفا ماريا فايبل (بالإنجليزية: Eva Maria Waibel) ( من مواليد 1 نوفمبر 1953 في دورنبيرن، النمسا) وهي معلمة في المدرسة الثانوية النمساوية وسياسية سابقة لحزب الشعب النمساوي (ÖVP). كانت إيفا ماريا الوزيرة الإقليمية لحكومة مقاطعة فورارلبرغ من مايو 1995 إلى أكتوبر 2000.

## حياتها وتعليمها
ولدت إيفا ماريا فايبل في 1 نوفمبر 1953 في دورنبيرن وهي ابنة جبهارد وسنتا كونيغ. التحقت بمدرسة ابتدائية في دورنبيرن ، تخرجت بعد ذلك من الأكاديمية التربوية في فورارلبرغ في فيلدكيرخ وتم تدريبها في ليرامت في فيينا للمدارس الابتدائية والثانوية في موضوعات الألمانية والتاريخ. ثم عملت كمدرسة ابتدائية وثانوية بالإضافة إلى مهام التدريس الأخرى في جامعة الفنون التطبيقية.
من عام 1985 إلى عام 1989، درست بدوام جزئي في جامعة إنسبروك في مجال علم النفس وتخرجت في عام 1989 مع ماجستير الفلسفة. من عام 1990 إلى عام 1995، تولت فايبل منصبًا تدريسيًا في الأكاديمية التربوية في فيلدكيرخ وتخرجت بعد ذلك من التدريب النفسي في الجمعية في فيينا. في عام 1993، حصلت فايبل على درجة الدكتوراه في الفلسفة في جامعة إنسبروك.
في عام 1995 ، حدث تغيير في السياسة الوطنية ، وتركت فايبل التدريب المهني في الوقت ذاته وبعد تقاعدها من السياسة في عام 2000 ، عادت إلى التدريس وعملت كأستاذة زائرة في جامعة ترينيتي الغربية في كندا. في نوفمبر 2001 ، تم دعمها من قبل حكومة الكانتون السويسري في لوسرن وتم تعيينها رئيسة للخدمات المحلية في تدريب المعلمين. بدأت هذا المنصب في أوائل عام 2002 حتى عام 2006.
من عام 2006 إلى عام 2014 ، بدأت ماريا فايبل العمل كمحاضرة في كلية التربية في وسط سويسرا ، حيث درست بيداغوجيا، وعلم النفس التربوي والطريقة التعليمية العامة. وكانت في الفترة من 2008 إلى 2012 ، في جامعة تيرول التربوية ، حيث كانت مسؤولة بشكل مشترك عن التدريس في مركز العلوم الإنسانية. منذ عام 2012 ، عملت فايبل في جامعة كارينثيا التربوية (جامعة فيكتور فرانكل). كانت تدرس التخصصات الاجتماعية.

## عملها السياسي
بحلول عام 1977 كانت فايبل عضوة في اتحاد العمال النمساوي والحركة النسائية النمساوية ، وهما منظمتان فرعيتان لحزب الشعب النمساوي ÖVP. ومن عام 1992 إلى عام 2001 ، كانت نائبة رئيس الدولة في الأكاديمية النمساوية للموسيقى في فورارلبرغ. من عام 1996 إلى عام 2001 كانت أيضا رئيسة الحركة النسائية في فورارلبرغ.
في 17 مايو 1995 ، أصبحت فايبل خليفة لوزير التعليم في الحكومة الفيدرالية كوزيرة إقليمية بعد إليزابيث جهرر. وبصفتها وزيرة إقليمية اهتمت فايبل بأقسام التعليم والعلوم والتدريب والشباب والأسرة والمرأة والتعاون الإنمائي في حكومة ولاية فورارلبرغ. وفي الوقت نفسه ، كانت أيضًا تقود رئاسة فورارلبيرج في سياق الأنشطة السياسية.
استقالت فايبل طواعية في 11 أكتوبر / تشرين الأول 2000 ، تاركة حكومة ولاية فورارلبرغ ، وفقاً لبيانها وذلك للعودة إلى حقولها المهنية الأصلية. كان خليفتها هوغريتي شميد.

## وصلات خارجية
- نصوص عن إيفا ماريا فايبل في فهرس مكتبة ألمانيا الوطنية
- Biography of Eva Maria Waibel in the parliamentary website of Vorarlbergs Landtag.
- Homepage of Eva Maria Waibel